# Chemin de fer touristique de la Brévenne
 (juin 2014).
Si vous disposez d'ouvrages ou d'articles de référence ou si vous connaissez des sites web de qualité traitant du thème abordé ici, merci de compléter l'article en donnant les références utiles à sa vérifiabilité et en les liant à la section « Notes et références ».
Le Chemin de fer touristique de la Brévenne (C.F.T.B.) est un chemin de fer touristique et historique, géré par une association à but non lucratif loi de 1901. Il a pour but de faire découvrir l'ambiance des voyages telle qu'elle existait au début du XXe siècle.
Le C.F.T.B. est affilié à l'UNECTO (Union Nationale des Exploitants de Chemin de fer Touristique), organisme fédérant les différents trains touristiques en France.

## Historique de la ligne
C'est en 1869 que la compagnie des Dombes et du Sud-Est (D.S.E.) obtient la concession de la construction de la ligne Lyon - Montbrison, ébauche d'une liaison directe Lyon - Bordeaux par Clermont-Ferrand et Périgueux, qui ne sera jamais réalisée. Le 14 janvier 1876, la section de 80 kilomètres entre Lyon (gare Saint-Paul) et Montbrison est ouverte à l'exploitation. En 1884, la compagnie D.S.E. cède la ligne aux chemins de fer Paris – Lyon - Méditerranée (PLM).
En 1923, il existait trois aller-retour entre Lyon et Montbrison et quatre entre Lyon et l'Arbresle. Fin 1938, le déclin commence par l'arrêt du service voyageur. Il sera toutefois rétabli du début de la guerre en 1940 jusqu'en 1955 entre l'Arbresle et Sainte-Foy-l'Argentière. Sur cette portion, le service marchandise est maintenu jusqu'en 1990. La ligne est déferrée en 1960 entre Sainte-Foy-l'Argentière et Montbrison sur certaines portions. En 2002 la voie a été reposée entre Montrond-les-Bains et une carrière quelques kilomètres après Bellegarde-en-Forez pour un trafic de granulats par trains complets de wagons-trémies. 
Aujourd'hui, le trafic voyageur est assuré par des TER entre Lyon-Saint-Paul et Sain-Bel. Le trafic fret (granulats) entre les carrières de la patte, l'Arbresle et Saint-Germain-au-Mont-d'Or.
En 2014, l'association C.F.T.B. décide de faire l'acquisition d'une locomotive Ferrum afin de faire retrouver le plaisir de la vapeur à ses voyageurs, l'association monte un dossier de mécénat pour en financer l'acquisition.
En juin 2017, sur son site Internet, l'association indique poursuivre des démarches avec les collectivités territoriales afin d'obtenir :
- un transfert de gestion de la portion Carrières de la Patte – Sainte Foy-l’Argentière vers une collectivité territoriale, la Loi française permettant un tel transfert dans le cadre d’un projet touristique[2],
- et la signature de nouvelles conventions avec SNCF Réseau et les collectivités territoriales pour l'autre portion du train touristique (Carrières de la Patte – l’Arbresle).

La ligne a été provisoirement fermée par SNCF Réseau le 11/12/2019 en amont de Sain-Bel.
Depuis le 18 juin 2023, de nouveau, des circulations touristiques ont lieu au départ de la gare de Sainte Foy l'Argentière jusqu'au ruisseau de Lafay à St Genis l'argentière. Le ponceau sur ce ruisseau ayant été emporté par des inondations en 2016.

## Caractéristiques
Le train touristique des Monts du Lyonnais existe depuis 1989. Il a été exploité en traction à vapeur jusqu'en 1998, date à laquelle la locomotive à vapeur est arrivée à chute de timbre, c'est-à-dire à la limite de validité de l'autorisation, délivrée par le service des mines, de mise en pression de la chaudière. Il fonctionne depuis grâce à une machine diesel 030 DH N°4 ou du locotracteur Y 6574 de la série des Y 6400 ex-SNCF. 

## Matériel roulant

### Matériel moteur
| Type et immatriculation     | Constructeurs / no          | Année | Origine et informations techniques | Photo |
| --------------------------- | --------------------------- | ----- | --- | ----- |
| locomotive à vapeur 880.157 | Breda                       | 1914  | - Provient de la série 880 (it) des Ferrovie dello Stato Italiane. - Longueur : 9,17 m, 51,7 t en ordre de marche, vitesse maximum : 75 km/h. - Timbre chaudière : 12 kg/cm². - Capacité de la soute à charbon : 1,7 t. - Capacité de la soute à eau : 5 500 L (5,5 m3). - Distribution : Walschaerts à tiroirs plans. |       |
| locomotive diesel DH no 4   | Batignolles-Châtillon       | 1954  | - Provient du Chemin de fer de l'Est de Lyon. - Longueur : 9,49 m, 51 t, vitesse maximum : 45 km/h. - Motorisation : Saurer SBD à 12 cylindres en V de 450 ch |       |
| locomotive diesel DH no 5   | Batignolles-Châtillon       | 1954  | - Provient du Chemin de fer de l'Est de Lyon. - Longueur : 9,49 m, 51 t, vitesse maximum : 45 km/h. - Motorisation : SACM MGO V8A à 8 cylindres en V de 400 ch |       |
| locotracteur diesel Y 6574  | De Dietrich & Cie, no 79931 | 1957  | - Ex-SNCF, provient du dépôt de Chambéry. - Longueur : 8,9 m, 32 t, vitesse maximum : 60 km/h. - Motorisation : Poyaud 6PDT à 6 cylindres en ligne de 150 ch - Radié le 06 septembre 1994 |       |
| locotracteur diesel Y 2475  | Decauville                  | 1965  | - Ex-SNCF, provient du dépôt de Lyon-Vaise. - Longueur : 7,18 m, 16,6 t, vitesse maximum : 50 km/h. - Motorisation : Dieselair Agrom 6r à 6 cylindres en ligne refroidi par air de 54 ch - Radié le 15 novembre 1990                                                                                                   |       |
| draisine DU 65 6-028        | CIMT                        | 1969  | - Ex-SNCF. Acquise en 2015 auprès du musée d'Obermodern-Zutzendorf - Longueur : 8,33 m, 00 t, vitesse maximum : 80 km/h. |       |
| draisine B2                 | Établissements Billard      | 1958  | - Provient du Chemin de fer de l'Est de Lyon - Motorisation : Willème F4M517P à 4 cylindres en ligne de 100 ch. |       |

### Matériel voyageurs
- Trois voitures « Boîtes à tonnerre » ex-DRG puis SNCF
- Une voiture « Bastille » ex-DRG puis SNCF
- Une voiture « Bruhat » B10tz
- Une OCEM à face lisse C10yfi
- Un fourgon OCEM 32
- Une baladeuse

### Matériel marchandises
- un wagon plat OCEM 29
- un wagon plat système UFR ex-SNCF
- un wagon tombereau ex-SNCF
- un wagon couvert Standard ex-SNCF
- un wagon couvert à bogies USA 1918 dit « TP »
- un fourgon « M »